# Baraeus aurisecator
Baraeus aurisecator là một loài bọ cánh cứng trong họ Cerambycidae.